# Llengua mochica
El mochica, chimú, yunga o yunka (muchik) és una de les llengües que es parlaven a la costa i part de la serra nord del Perú, i era una de les llengües generals del país a l'arribada de la invasió espanyola (segle XVI) com ho eren també el quítxua, l'aimara, el quingnam, l'uru i el puquina.
Els parlants de la qual van participar activament en el llarg procés civilitzador dels Andes, que estava comunicat amb altres grans llengües de civilització. El mochica exhibeix, no obstant això, moltes característiques radicalment diferents de les llengües quítxues i de les llengües aimares, les dues majors famílies lingüístiques andines, que sí que van intercanviar gran quantitat de lèxic.
La recerca realitzada per Alfredo Torero sobre aquesta llengua té com a font de dades principal la Gramàtica de la llengua yunga que va escriure el 1644 el sacerdot peruà Fernando de la Carrera Daza. De la mateixa manera es pren en compte el Rituale seu Manuale Peruanum de Luis Jerónimo de Ore del 1607, amb només sis pàgines sobre el mochica escrites per un autor anònim (aquest manual era un compendi de resos i sermonaris breus en diverses llengües de l'època). A més, es considera la llista de mots mochiques que va elaborar el bisbe Baltazar Martínez Compañón a la fi del segle xviii i l'obra d'Ernst Middendorf, Das Muchik oder die Chimu-Sprache del 1892.
A inicis del segle XXI algunes institucions lambaiecanes com el capítol local del INC i alguns col·legis de Chiclayo han llançat programes d'ensenyament d'aquesta llengua sobre la base de la bibliografia rescatada pels investigadors, com La Gramàtica de De la Carrera.

## Sociolingüística
Abans de l'arribada dels espanyols, l'idioma mochica o yunga era una llengua àmpliament difosa i parlada per un gran nombre d'indígenes muchik i d'altres societats nadiues. Actualment, més de tres segles i mig des de la publicació de L'art de la llengua mochica o yunga (1664), escrit per l'espanyol Fernando de la Carrera, dels aproximadament quaranta mil parlants que podien existir d'aquesta llengua a la fi del segle xix s'ha passat a uns pocs parlants al poble d'Eten (l'actual port Eten) de l'actual regió Lambayeque i en poblats andins de Cajamarca.
Segons la llista del vicari de Reque i autor de l'obra abans esmentada de Fernando de la Carrera, els pobles que el 1664 parlaven la llengua mochica eren aquests:
- Al corregiment de Trujillo: Santiago, Magdalena de Cao, Chocope, vall de Chicama, Paiján.
- Al corregiment de Feroce: San Pedro, Chepén, Jequetepeque, Guadalupe, Pueblo Nuevo, Eten, Chiclayo, San Miguel, Santa Lucia, Lambayeque, Reque, Monsefú, Ferreñafe, Túcume, Íllimo, Pacora, Mórrope i Jayanca.
- En el corregiment de Piura: Motupe, Sales (annex de Penachi), Copis (annex d'Olmos), Fredes i Huancabamba.
- En el corregiment de Cajamarca: Santa Cruz, San Miguel de la Sierra, Ñopos, San Pablo, una parcialitat de Cajamarca, Cachén, Guambos i molts altres llocs de la serra, com la vall de Condebamba.

El vicari de Reque, Fernando de la Carrera afirma:
| «                        | En tots els pobles hi haurà més de quaranta mil ànimes, que encara que és veritat que es diferencien els uns dels altres en pronunciar els verbs i vocables, en realitat de veritat, la llengua tota és una. La raó per què en la serra es parla aquesta llengua, tenint-la els serrans de natural, és la que l'anomenen la general de l'Inca (*), i és perquè quan l'Inca va baixar a conquerir aquestes valls, veient la ferocitat dels seus naturals, per la resistència que li van fer, va treure de tots els pobles quantitat de famílies i les va portar a la serra i va repartir-los en pobles diferents, prenent-los com a ostatges, perquè no s'alcessin aquests a les valls i per disminuir-los les forces, com consten en la descripció que de les coses del Perú va fer Garcilaso de la Vega Inca. Aquests indis, doncs, que aquest Inca va portar de les valls, des d'aquells a aquests temps conserven la seva llengua materna. I encara que en saben la serrana, parlaven la seva més d'ordinari que l'altra, i és forçós que el capellà que els adoctrini la sàpiga. | » |
| — Fernando de la Carrera | |   |

Així mateix, l'historiador José Toribio Polo, seguint les cròniques de Garcilaso de la Vega, afirma que els idiomes emparentats mochica i quingnam també es parlaven a les valls del Rimac, Lurín, Mala, Chilca, Cañete i possiblement fins a Chincha. El més probable és que hagin estat mitimaes inques de càstig després de les revoltes chimús.
Segons estudis recents la llengua anterior a la conquesta inca de Cajamarca era la llengua culli.

## Fonologia
La reconstrucció o recuperació de l'inventari de sons del muchik és problemàtica. Els diferents estudiosos que van treballar amb la llengua usaven notacions diferents. Tant Carrera Daza com Middendorf, dos dels principals estudiosos, van dedicar molt d'espai a justificar el valor fonètic dels signes que empraven, però cap dels dos reeixí completament a buidar els dubtes d'interpretació d'aquests símbols. De fet, les seves interpretacions difereixen notablement, sembrant dubtes sobre alguns sons. Lehman feu una comparació molt útil de les fonts existents, que va enriquir amb les seves observacions del 1929. Les llargament esperades notes de camp de Brüning del 1904-05 se segueixen conservant al Museu Etnogràfic d'Hamburg, tot i que segueixen inèdites. Una complicació addicional en la interpretació de les ortografies dels diferents estudiosos és el fet que entre el segle xvi i el segle xix la llengua experimentà notables processos fonològics, que fan encara més aventurat usar les dades més recents per entendre els materials més antics.

### Vocals
El mochica hauria tingut sis vocals simples i sis més allargades: /i, iː, ä, äː, e, eː, ø, øː, o, oː, u, uː/. Carrera Daza i Middendorf donen sistemes no coincidents que poden posar-se en correspondència aproximada:
| Carrera Daza | a, â    | e     | i         | o, ô      | u, û    | œ    |
| Middendorf   | a, ā, ă | e (ē) | ī, (i), ĭ | ō, (o), ŏ | u, ū, ŭ | ä, ů |

## Toponímia mochica
Azkopeuk 'de la part alta' > Azcope (a la vall del Chicama).
An alaec 'casa del Cap' > Cajanleque i Ananleque (a prop a Chiclín).
Pessac an 'la casa dels còndors' (?)> Pisun (un turó proper a Moche).

## La tonada del Chimo, l'única cançó en idioma mochica registrada
És l'única cançó amb lletra que existeix en idioma mochica. Va ser registrada pel bisbe de Trujillo Baltasar Martínez de Compañón al segle xviii en un viatge que va fer als territoris de la seva diòcesi. És una cançó d'índole religiosa i constitueix una joia de la música barroca peruana (La "Tonada del Chimo" a dues veus, baix i tamborí, per ballar cantant):
Ja ya llunch, ja ya lloch
In poc cha tanmuisle pecan
muisle pecan e necam
Ja ya llunch, ja ya lloch
Emenspochifama le qui
ten que consmuifle Cuerpo lens
emens locunmunom chi perdonar moitin ha
Ja ya llunch, ja ya lloch
Chondocolo mechecje su chrifto
po que si ta malli muis le Mey po lem
lo quees aoscho perdonar
Mie ñe fe che tas
Ja ya llunch, ja ya lloch

## Oracions catòliques en idioma mochica
Senyal de la creu
Moxa mic tim, A can sancta Cruçer oc.Muxh.
xllangmuse, much quich, Escon ños moll puc,
Dios much çiec, Ese, Eis, spiritu sancto oquenic. Amen Iesus
Parenostre
Mvches, acazloc, cuçiagnic, çûc, oc licum apmucha, Piycan ños, çugcuçias, eyipmâg, çung, poleng, munmo vzicápuc, cuçiangnic mun, Ayoyneng. ynengo, much xllon, Piycam ños alló molun, ef quecan ños. yxllis, acan mux escó. xllang museyo. much çiómun, Amus tocum ños. Xllangmufe yz puçerenic, namnum, les nan, esco, ños pissin quich. Amen Iesus.
Avemaria
Dios lenas los, Maria, anglech, peño chiz quernico. Dios. ale.canglocap çanglen, canpeñas çang. y çec mech cher. querlé quich, Ayecen. campeño, çung, polenquich. tuxllumudo, çung ez, Jefu Chrifto, sancta Maria, Diosieng, locan mucha, yxllis capo much tim, A me xllec, Ayécen, much lu muçerenic Amen Iesus.
Credo
Lliquein, en Dios Es, yçéc échéch, ayápuc, cuçia vz, caxcópuc, Ayeçenlliquiñ, oneco. çiornayo çunges, muchciecen Iesu Christo, Canang, pucodo, Spiritu fanctong sapmuno, enge, polénic, na top, sancta Maria, enge, polenquich, pilatong, fapmun, Ronómcec, ñoptop, Cruçer cápuc, que sec top, çiung cápuclumtop, xlláumtop, Altop ynfiernongnic, çoc luner nico, choc top, lumapquer, luch quich, puytop cuçianignie, seltop, ech ech, caxcópuco, ong xllum Ese muchuc, çinche, tacho mux, çiamo, lumudo, chipquer. chiçer temud, llique iñ, en el Spiritu sancto, Ayeçen chopunayo, sâcta Madre-Yglesia (...)

## Programa d'ensenyament de l'idioma "muchik" en l'actualitat
La Gestió de Cultura de la localitat de Mórrope ha llançat un programa d'ensenyament de la llengua muchik, amb la finalitat de preservar l'antic llegat cultural a la zona. Aquest programa ha estat ben rebut pels habitants i adoptat per nombrosos col·legis, i a més s'ha llançat un altre tipus d'activitats com l'elaboració de ceràmiques, mate, etc.